# Zuid-Afrika op de Olympische Zomerspelen 2016
Zuid-Afrika nam deel aan de Olympische Zomerspelen 2016 in Rio de Janeiro, Brazilië. Tot de selectie behoorden 138 atleten, actief in vijftien olympische sportdisciplines. Atleet Wayde van Niekerk droeg de nationale vlag tijdens de openingsceremonie; atlete Caster Semenya, samen met Van Niekerk de enige gouden medaillewinnaar voor Zuid-Afrika in 2016, droeg de Zuid-Afrikaanse vlag bij de sluitingsceremonie. In totaal won het land tien medailles, waarvan twee goud, zes zilver en twee brons, het grootste totaalaantal sinds de Spelen van 1952 in Helsinki. Het aantal gouden medailles was minder dan vier jaar eerder, toen Zuid-Afrika in Londen viermaal goud won. De olympische ploeg voldeed wel exact aan de vooraf door het nationaal olympisch comité gestelde doelstelling van tien medailles.
Zwemmer Chad le Clos won twee zilveren medailles in het zwemtoernooi. Het zilver dat hij won op de 100 meter vlinderslag moest hij delen met twee anderen – zowel Michael Phelps als de Hongaar László Cseh. De Singaporees Joseph Schooling won het eerste goud ooit voor zijn land. Het was voor het eerst in de geschiedenis van de Olympische Spelen dat drie zwemmers gelijktijdig als tweede eindigden en drie zilveren medailles werden uitgereikt. Met zijn twee medailles in 2016 werd Le Clos de succesvolste Zuid-Afrikaanse olympiër aller tijden, met een totaalaantal van één gouden en drie zilveren medailles. Andere opvallende prestaties waren het brons van triatleet Henri Schoeman bij de mannen, die als eerste Zuid-Afrikaan een medaille in de triatlon won, en het brons van het mannenrugbyteam.

## Medailleoverzicht
| Sport    | Olympiër                        | Onderdeel         | Medaille |
| -------- | ------------------------------- | ----------------- | -------- |
| Atletiek | Wayde van Niekerk               | 400 m (m)         | Goud     |
| Atletiek | Caster Semenya                  | 800 m (v)         | Goud     |
| Atletiek | Luvo Manyonga                   | verspringen (m)   | Zilver   |
| Atletiek | Sunette Viljoen                 | speerwerpen (v)   | Zilver   |
| Roeien   | Lawrence Brittain Shaun Keeling | twee-zonder(m)    | Zilver   |
| Zwemmen  | Chad Le Clos                    | 200 m vrij (m)    | Zilver   |
| Zwemmen  | Chad Le Clos                    | 100 m vlinder (m) | Zilver   |
| Zwemmen  | Cameron van der Burgh           | 100 m school (m)  | Zilver   |
| Rugby    | olympisch team                  | mannen            | Brons    |
| Triatlon | Henri Schoeman                  | mannen            | Brons    |

## Deelnemers
(m) = mannen, (v) = vrouwen, (g) = gemengd

### Atletiek
| Olympiër               | Onderdeel              | Resultaat    | Prestatie                                                                |
| ---------------------- | ---------------------- | ------------ | ------------------------------------------------------------------------ |
| Henricho Bruintjies    | 100 m (m)              | kwartfinale  | kwartfinale: 10.33 (6e)                                                  |
| Akani Simbine          | 100 m (m)              | 5e           | kwartfinale: 10.14 (1e) halve finale: 9.98 (3e) finale: 9.94 (5e)        |
| Anaso Jobodwana        | 200 m (m)              | series       | series: 20.53 (4e)                                                       |
| Clarence Munyai        | 200 m (m)              | series       | series: 20.66 (3e)                                                       |
| Wayde van NiekerkVO    | 400 m (m)              | Goud         | series: 45.26 (1e) halve finale: 44.45 (2e) finale: 43.03 (1e, WR)       |
| Jacob Rozani           | 800 m (m)              | series       | series: 1:49.79 (5e)                                                     |
| Reinhardt van Rensburg | 800 m (m)              | halve finale | series: 1:45.67 (2e) halve finale: 1:45.33 (5e)                          |
| Elroy Gelant           | 5000 m (m)             | 14e          | series: 13:22.00 (7e) finale: 13:17.47 (14e)                             |
| Stephen Mokoka         | 10.000 m (m)           | 18e          | 27:54.57 (18e)                                                           |
| Antonio Alkana         | 110 m horden (m)       | halve finale | series: 13.64 (5e) halve finale: 13.55 (7e)                              |
| Le Roux Hamman         | 400 m horden (m)       | series       | series: 49.72 (7e)                                                       |
| Lindsay Hanekom        | 400 m horden (m)       | series       | series: 50.22 (7e)                                                       |
| Louis van Zyl          | 400 m horden (m)       | halve finale | series: 49.12 (2e) halve finale: 49.00 (5e)                              |
| Lusapho April          | marathon (m)           | 24e          | 2:15:24 (24e)                                                            |
| Lungile Gongqa         | marathon (m)           | DNF          | DNF                                                                      |
| Sibusiso Nzima         | marathon (m)           | 97e          | 2:25:33 (97e)                                                            |
| Lebogang Shange        | 20 km snelwandelen (m) | 44e          | 1:25:07 (44e)                                                            |
| Wayne Snyman           | 20 km snelwandelen (m) | 58e          | 1:29:20 (58e)                                                            |
| Marc Mundell           | 50 km snelwandelen (m) | 38e          | 4:11:03 (38e)                                                            |
| Stefan Brits           | verspringen (m)        | 22e          | kwalificaties: 7,71 m (22e)                                              |
| Luvo Manyonga          | verspringen (m)        | Zilver       | kwalificaties: 8,12 m (4e) finale: 8,37 m (2e)                           |
| Rocco van Rooyen       | verspringen (m)        | 24e          | kwalificaties: 78,48 m (24e)                                             |
| Godfrey Khotso Mokoena | hink-stap-springen (m) | 21e          | kwalificaties: 16,51 m (21e)                                             |
| Rushwahl Samaai        | speerwerpen (m)        | 9e           | kwalificaties: 8,03 m (5e) finale: 7,97 m (9e)                           |
| Willem Coertzen        | tienkamp (m)           | DNF          | DNF                                                                      |
|                        |                        |              |                                                                          |
| Alyssa Conley          | 100 m (v)              | kwartfinale  | kwartfinale: 11.57 (6e)                                                  |
| Carina Horn            | 100 m (v)              | halve finale | kwartfinale: 11.32 (2e) halve finale: 11.20 (6e)                         |
| Alyssa Conley          | 200 m (v)              | series       | series: 23.17 (4e)                                                       |
| Tsholofelo Thipe       | 400 m (v)              | series       | series: 52.80 (4e)                                                       |
| Justine Palframan      | 400 m (v)              | series       | series: 53.96 (7e)                                                       |
| Caster Semenya VS      | 800 m (v)              | Goud         | series: 1:59.31 (1e) halve finale: 1:58.15 (1e) finale: 1:55.28 (1e, NR) |
| Dominique Scott        | 10.000 m (v)           | 21e          | 31:51.47 (21e)                                                           |
| Wenda Nel              | 400 m horden (v)       | halve finale | series: 55.55 (2e) halve finale: 55.83 (6e)                              |
| Christine Kalmer       | marathon (v)           | 96e          | 2:48:24 (96e)                                                            |
| Diana-Lebo Phalula     | marathon (v)           | 63e          | 2:41:46 (63e)                                                            |
| Irvette van Blerk      | marathon (v)           | DNS          | DNS                                                                      |
| Anél Oosthuizen        | 20 km snelwandelen (v) | 63e          | 1:45:06 (63e)                                                            |
| Lynique Prinsloo       | verspringen (v)        | 33e          | kwalificaties: 6,10 m (33e)                                              |
| Sunette Viljoen        | speerwerpen (v)        | Zilver       | kwalificaties: 63,54 m (6e) finale: 64,92 m (2e)                         |

### Badminton
| Olympiër       | Onderdeel     | Resultaat  | Prestatie                                                                                |
| -------------- | ------------- | ---------- | ---------------------------------------------------------------------------------------- |
| Jacob Maliekal | enkelspel (m) | groepsfase | groepsfase verloor van Son Wan-ho (10–21, 10–21) won van Artem Potsjtarev (21–18, 21–19) |

### Golf
| Olympiër       | Onderdeel | Resultaat | Prestatie                    |
| -------------- | --------- | --------- | ---------------------------- |
| Jaco van Zyl   | mannen    | 43e       | totaal: 286 punten (par +2)  |
| Brandon Stone  | mannen    | 55e       | totaal: 293 punten (par +9)  |
|                |           |           |                              |
| Paula Reto     | vrouwen   | 16e       | totaal: 280 punten (par –4)  |
| Ashleigh Simon | vrouwen   | 50e       | totaal: 296 punten (par +12) |

### Gymnastiek
| Olympiër       | Onderdeel                | Resultaat | Prestatie |
| -------------- | ------------------------ | --------- | --- |
| Ryan Patterson | Meerkamp individueel (m) | 46e       | kwalificaties vloer: 14,300 punten paard voltige: 13,033 punten ringen: 13,333 punten sprong: 13,733 punten brug: 13,000 punten rekstok: 13,291 punten totaal: 80,690 punten (46e) |

### Judo
| Olympiër     | Onderdeel  | Resultaat    | Prestatie                                    |
| ------------ | ---------- | ------------ | -------------------------------------------- |
| Zack Piontek | –90 kg (m) | tweede ronde | tweede ronde verloor van Tiago Camilo: ippon |

### Kanovaren
| Olympiër          | Onderdeel     | Resultaat | Prestatie                                                                 |
| ----------------- | ------------- | --------- | ------------------------------------------------------------------------- |
| Bridgitte Hartley | K-1 200 m (v) | 13e       | series: 41.698 (3e) halve finale: 41.478 (3e) B-finale: 42.066 (5e)       |
| Bridgitte Hartley | K-1 500 m (v) | 16e       | series: 1:55.737 (3e) halve finale: 1:58.397 (5e) B-finale: 2:01.980 (8e) |

### Paardensport
| Olympiër      | Onderdeel              | Resultaat  | Prestatie                       |
| ------------- | ---------------------- | ---------- | ------------------------------- |
| Tanya Seymour | Dressuur (individueel) | Grand Prix | Grand Prix: 63,929 punten (56e) |

### Roeien
| Olympiër                                        | Onderdeel              | Resultaat | Prestatie                                                                                     |
| ----------------------------------------------- | ---------------------- | --------- | --------------------------------------------------------------------------------------------- |
| Lawrence Brittain Shaun Keeling                 | twee-zonder (m)        | Zilver    | series: 6:41.42 (2e) halve finale: 6:27.59 (3e) finale: 7:02.51 (2e)                          |
| John Smith James Thompson                       | lichte dubbel-twee (m) | 4e        | series: 6:23.10 (1e) halve finale: 6:38.01 (1e) finale: 6:33.29 (4e)                          |
| Vincent Breet Jake Green David Hunt Jonty Smith | vier-zonder (m)        | 4e        | series: 6:01.64 (4e) herkansing: 6:34.97 (1e) halve finale: 6:15.22 (2e) finale: 6:05.80 (4e) |
|                                                 |                        |           |                                                                                               |
| Kate Christowitz Lee-Ann Persse                 | twee-zonder (v)        | 5e        | series: 7:11.29 (2e) halve finale: 7:24.03 (3e) finale: 7:28.50 (5e)                          |
| Ursula Grobler Kirsten McCann                   | lichte dubbel-twee (v) | 5e        | series: 7:07.37 (1e) halve finale: 7:19.09 (1e) finale: 7:11.26 (5e)                          |

### Rugby
| Olympiër | Onderdeel | Resultaat | Prestatie     |
| --- | --------- | --------- | ------------- |
| Cecil Afrika Tim Agaba Kyle Brown A Francois Hougaard Juan de Jongh Justin Geduld Werner Kok Cheslin Kolbe Dylan Sage Seabelo Senatla Kwagga Smith Philip Snyman Rosko Specman | mannen    | Brons     | zie hieronder |

| Groep B |             |             |             |             |             |        |        |        |        |
| #       | Land        | Wedstrijden | Wedstrijden | Wedstrijden | Wedstrijden | Punten | Punten | Punten | Punten |
| #       | Land        | G           | W           | G           | V           | V      | T      | Saldo  | Punten |
| 1       | Zuid-Afrika | 3           | 2           | 0           | 1           | 55     | 12     | +43    | 7      |
| 2       | Frankrijk   | 3           | 2           | 0           | 1           | 57     | 45     | +12    | 7      |
| 3       | Australië   | 3           | 2           | 0           | 1           | 52     | 48     | +4     | 7      |
| 4       | Spanje      | 3           | 0           | 0           | 3           | 17     | 76     | –59    | 3      |

| Ronde          | Datum       | Lokale tijd | MEZT           | Plaats         | Land             | Score     | Land        |
| -------------- | ----------- | ----------- | -------------- | -------------- | ---------------- | --------- | ----------- |
| Groepsfase     |             |             |                |                |                  |           |             |
| 9 augustus     | 11:30       | 16:30       | Rio de Janeiro | Zuid-Afrika    | 24–0             | Spanje    |             |
| 9 augustus     | 16:30       | 21:30       | Rio de Janeiro | Zuid-Afrika    | 26–0             | Frankrijk |             |
| 10 augustus    | 11:30       | 16:30       | Rio de Janeiro | Zuid-Afrika    | 5–12             | Australië |             |
| Kwartfinale    | 10 augustus | 18:30       | 23:30          | Rio de Janeiro | Zuid-Afrika      | 22–5      | Australië   |
| Halve finale   | 11 augustus | 15:00       | 20:00          | Rio de Janeiro | Groot-Brittannië | 7–5       | Zuid-Afrika |
| Bronzen finale | 11 augustus | 18:30       | 23:30          | Rio de Janeiro | Japan            | 14–54     | Zuid-Afrika |

### Schoonspringen
| Olympiër      | Onderdeel     | Resultaat | Prestatie                      |
| ------------- | ------------- | --------- | ------------------------------ |
| Julia Vincent | 3 m plank (m) | 29e       | voorronde: 220,30 punten (29e) |

### Triatlon
| Olympiër        | Onderdeel | Resultaat | Prestatie                                                                 |
| --------------- | --------- | --------- | ------------------------------------------------------------------------- |
| Richard Murray  | mannen    | 4e        | zwemmen: 18:20 wielrennen: 55:35 hardlopen: 30:34 totaal: 1:45:50 (4e)    |
| Henri Schoeman  | mannen    | Brons     | zwemmen: 17:25 wielrennen: 55:32 hardlopen: 32:30 totaal: 1:45:43 (3e)    |
|                 |           |           |                                                                           |
| Mari Rabie      | vrouwen   | 11e       | zwemmen: 19:04 wielrennen: 1:01:32 hardlopen: 37:10 totaal: 1:59:13 (11e) |
| Gillian Sanders | vrouwen   | 23e       | zwemmen: 19:50 wielrennen: 1:03:59 hardlopen: 36:05 2:01:29 (23e)         |

### Voetbal

#### Mannen
| Olympiër | Onderdeel | Resultaat  | Prestatie |
| --- | --------- | ---------- | --------- |
| Jody February Eric Mathoho D Repo Malepe Mothobi Mvala Rivaldo Coetzee Kwandakwensizwa Mngonyama Menzi Masuku Tyroane Sandows Tashreeq Morris Keagan Dolly A Maphosa Modiba Lebo Mothiba Abbubaker Mobara Gift Motupa Phumlani Ntshangase Itumeleng Khune D Tebogo Moerane Deolin Mekoa Andile Fikizolo Thabiso Kutumela | mannen    | groepsfase | vierde    |

| Groep A |             |             |             |             |             |            |            |            |        |
| #       | Land        | Wedstrijden | Wedstrijden | Wedstrijden | Wedstrijden | Doelpunten | Doelpunten | Doelpunten | Punten |
| #       | Land        | G           | W           | G           | V           | V          | T          | Saldo      | Punten |
| 1       | Brazilië    | 3           | 1           | 2           | 0           | 4          | 0          | +4         | 5      |
| 2       | Denemarken  | 3           | 1           | 1           | 1           | 1          | 4          | −3         | 4      |
| 3       | Irak        | 3           | 0           | 3           | 0           | 1          | 1          | 0          | 3      |
| 4       | Zuid-Afrika | 3           | 0           | 2           | 1           | 1          | 2          | −1         | 2      |

| Ronde       | Datum | Lokale tijd | MEZT     | Plaats      | Land | Score       | Land |
| ----------- | ----- | ----------- | -------- | ----------- | ---- | ----------- | ---- |
| Groepsfase  |       |             |          |             |      |             |      |
| 4 augustus  | 16:00 | 21:00       | Brasilia | Brazilië    | 0–0  | Zuid-Afrika |      |
| 7 augustus  | 19:00 | 00:00       | Brasilia | Denemarken  | 1–0  | Zuid-Afrika |      |
| 10 augustus | 22:00 | 03:00       | Salvador | Zuid-Afrika | 1–1  | Irak        |      |

#### Vrouwen
| Olympiër | Onderdeel | Resultaat  | Prestatie |
| --- | --------- | ---------- | --------- |
| Roxanne Barker Lebogang Ramalepe Nothando Vilakazi Noko Matlou Janine van Wyk A Mamello Makhabane Stephanie Malherbe Robyn Moodaly Amanda Dlamini Linda Motlhalo Shiwe Nongwanya Jermaine Seoposenwe Bambanani Mbane Sanah Mollo Refiloe Jane Andile Dlamini Leandra Smeda Nompumelelo Nyandeni Thembi Kgatlana | vrouwen   | groepsfase | vierde    |

| Groep E |             |             |             |             |             |            |            |            |        |
| #       | Land        | Wedstrijden | Wedstrijden | Wedstrijden | Wedstrijden | Doelpunten | Doelpunten | Doelpunten | Punten |
| #       | Land        | G           | W           | G           | V           | V          | T          | Saldo      | Punten |
| 1       | Brazilië    | 3           | 2           | 1           | 0           | 8          | 1          | +7         | 7      |
| 2       | China       | 3           | 1           | 1           | 1           | 2          | 3          | –1         | 4      |
| 3       | Zweden      | 3           | 1           | 1           | 1           | 2          | 5          | –3         | 4      |
| 4       | Zuid-Afrika | 3           | 0           | 1           | 2           | 0          | 3          | –3         | 1      |

| Ronde      | Datum | Lokale tijd | MEZT           | Plaats      | Land | Score       | Land |
| ---------- | ----- | ----------- | -------------- | ----------- | ---- | ----------- | ---- |
| Groepsfase |       |             |                |             |      |             |      |
| 3 augustus | 13:00 | 18:00       | Rio de Janeiro | Zweden      | 1–0  | Zuid-Afrika |      |
| 6 augustus | 19:00 | 00:00       | Rio de Janeiro | Zuid-Afrika | 0–2  | China       |      |
| 9 augustus | 22:00 | 03:00       | Manaus         | Zuid-Afrika | 0–0  | Brazilië    |      |

### Wielersport
| Olympiër               | Onderdeel        | Resultaat   | Prestatie                                                |
| ---------------------- | ---------------- | ----------- | -------------------------------------------------------- |
| Daryl Impey            | weg (m)          | 28e         | 6:19:43 (28e)                                            |
| Louis Meintjes         | weg (m)          | 7e          | 6:10:27 (7e)                                             |
| Kyle Dodd              | BMX (m)          | kwartfinale | plaatsingsronde: 36.45 (26e) kwartfinale: 14 punten (6e) |
| Alan Hatherly          | mountainbike (m) | 26e         | 1:42:03 (26e)                                            |
| James Reid             | mountainbike (m) | 42e         | LAP                                                      |
|                        |                  |             |                                                          |
| An-Li Kachelhoffer     | weg (v)          | 39e         | 4:01.29                                                  |
| Ashleigh Moolman-Pasio | weg (v)          | 10e         | 3:52:41 (10e)                                            |
| Ashleigh Moolman-Pasio | tijdrit (v)      | 12e         | 46:29.11 (12e)                                           |

### Zeilen
| Olympiër                  | Onderdeel | Resultaat | Prestatie                |
| ------------------------- | --------- | --------- | ------------------------ |
| Stefano Marcia            | Laser     | 40e       | totaal: 331 punten (40e) |
| Jim Asenathi Roger Hudson | 470 (m)   | 20e       | totaal: 148 punten (20e) |

### Zwemmen
| Olympiër                                                          | Onderdeel             | Resultaat | Prestatie                                                            |
| ----------------------------------------------------------------- | --------------------- | --------- | -------------------------------------------------------------------- |
| Douglas Erasmus                                                   | 50 m vrije slag (m)   | 29e       | series: 22.37 (29e)                                                  |
| Brad Tandy                                                        | 50 m vrije slag (m)   | 6e        | series: 21.94 (12e) halve finale: 21.80 (8e) finale: 21.79 (6e)      |
| Myles Brown                                                       | 200 m vrije slag (m)  | 12e       | series: 1:46.78 (13e) halve finale: 1:46.57 (12e)                    |
| Chad Le Clos                                                      | 200 m vrije slag (m)  | Zilver    | series: 1:45.89 (3e) halve finale: 1:45.94 (7e) finale: 1:45.20 (2e) |
| Myles Brown                                                       | 400 m vrije slag (m)  | 12e       | series: 3:45.92 (12e)                                                |
| Matthew Meyer                                                     | 1500 m vrije slag (m) | 41e       | series: 15:36.22 (41e)                                               |
| Christopher Reid                                                  | 100 m rugslag (m)     | 10e       | series: 53.68 (12e) halve finale: 53.70 (10e)                        |
| Cameron van der Burgh                                             | 100 m schoolslag (m)  | Zilver    | series: 59.35 (7e) halve finale: 59.21 (3e) finale: 58.69 (2e)       |
| Cameron van der Burgh                                             | 200 m schoolslag (m)  | 26e       | series: 2:12.67 (26e)                                                |
| Jarred Crous                                                      | 200 m schoolslag (m)  | 25e       | series: 2:12.64 (25e)                                                |
| Chad Le Clos                                                      | 100 m vlinderslag (m) | Zilver    | series: 51.75 (7e) halve finale: 51.43 (2e) finale: 51.14 (2e)       |
| Chad Le Clos                                                      | 200 m vlinderslag (m) | 4e        | series: 1:55.57 (3e) halve finale: 1:55.19 (4e) finale: 1:54.06 (4e) |
| Michael Meyer                                                     | 400 m wisselslag (m)  | 17e       | series: 4:18.13 (17e)                                                |
| Sebastien Rousseau                                                | 400 m wisselslag (m)  | 21e       | series: 4:18.72 (21e)                                                |
| Dylan Bosch Myles Brown Calvyn Justus Sebastien Rousseau          | 4x200 vrije slag (m)  | 11e       | series: 7:12.61 (11e)                                                |
| Calvyn Justus Chad Le Clos Christopher Reid Cameron van der Burgh | 4x100 wisselslag (m)  | 13e       | series: 3:35.50 (13e)                                                |
| Chad Ho                                                           | 10 km open water (m)  | 10e       | 1:53:04.8 (10e)                                                      |
|                                                                   |                       |           |                                                                      |
| Michelle Weber                                                    | 10 km open water (v)  | 18e       | 1:59:05.0 (18e)                                                      |

Afghanistan · Albanië · Algerije · Amerikaanse Maagdeneilanden · Amerikaans-Samoa · Andorra · Angola · Antigua en Barbuda · Argentinië · Armenië · Aruba · Australië · Azerbeidzjan · Bahama's · Bahrein · Bangladesh · Barbados · België · Belize · Benin · Bermuda · Bhutan · Bolivia · Bosnië en Herzegovina · Botswana · Brazilië · Britse Maagdeneilanden · Brunei · Bulgarije · Burkina Faso · Burundi · Cambodja · Canada · Centraal-Afrikaanse Republiek · Chili · China · Chinees Taipei · Colombia · Comoren · Congo-Brazzaville · Congo-Kinshasa · Cookeilanden · Costa Rica · Cuba · Cyprus · Denemarken · Djibouti · Dominica · Dominicaanse Republiek · Duitsland · Ecuador · Egypte · El Salvador · Equatoriaal-Guinea · Eritrea · Estland · Ethiopië · Fiji · Filipijnen · Finland · Frankrijk · Gabon · Gambia · Georgië · Ghana · Grenada · Griekenland · Groot-Brittannië · Guam · Guatemala · Guinee · Guinee‑Bissau · Guyana · Haïti · Honduras · Hongarije · Hongkong · Ierland · IJsland · India · Indonesië · Irak · Iran · Israël · Italië · Ivoorkust · Jamaica · Japan · Jemen · Jordanië · Kaaimaneilanden · Kaapverdië · Kameroen · Kazachstan · Kenia · Kirgizië · Kiribati · Kosovo · Kroatië · Laos · Lesotho · Letland · Libanon · Liberia · Libië · Liechtenstein · Litouwen · Luxemburg · Macedonië · Madagaskar · Malawi · Malediven · Maleisië · Mali · Malta · Marshalleilanden · Marokko · Mauritanië · Mauritius · Mexico · Micronesië · Moldavië · Monaco · Mongolië · Montenegro · Mozambique · Myanmar · Namibië · Nauru · Nederland · Nepal · Nicaragua · Nieuw-Zeeland · Niger · Nigeria · Noord-Korea · Noorwegen · Oeganda · Oekraïne · Oezbekistan · Oman · Oostenrijk · Oost-Timor · Pakistan · Palau · Palestina · Panama · Papoea-Nieuw-Guinea · Paraguay · Peru · Polen · Portugal · Puerto Rico · Qatar · Roemenië · Rusland · Rwanda · Saint Kitts en Nevis · Saint Lucia · Saint Vincent en Grenadines · Salomonseilanden · Samoa · San Marino · Sao Tomé en Principe · Saoedi-Arabië · Senegal · Servië · Seychellen · Sierra Leone · Singapore · Slovenië · Slowakije · Soedan · Somalië · Spanje · Sri Lanka · Suriname · Swaziland · Syrië · Tadzjikistan · Tanzania · Thailand · Togo · Tonga · Trinidad en Tobago · Tsjaad · Tsjechië · Tunesië · Turkije · Turkmenistan · Tuvalu · Uruguay · Vanuatu · Venezuela · Verenigde Arabische Emiraten · Verenigde Staten · Vietnam · Wit-Rusland · Zambia · Zimbabwe · Zuid-Afrika · Zuid-Korea · Zuid-Soedan · Zweden · Zwitserland
Individuele Olympische Atleten · Olympisch vluchtelingenteam